# Онихофагия
Онихофа́гия (от др.-греч. ὄνυξ «ноготь» + φαγεῖν «есть, пожирать») — психическое расстройство, выражающееся в навязчивом обкусывании ногтей.

## Причины
Это расстройство чаще возникает в детском возрасте, реже наблюдается у взрослых. Может являться следствием вредной привычки или быть симптомом различных психических заболеваний. Регулярное обкусывание ногтей может привести к деформации ногтевой пластины и возникновению воспалительных процессов в окружающих тканях. Если проблема устранена, то спустя некоторое время (до двух недель) ногти приобретают свой прежний вид. Данное расстройство поведения может быть связано с повышенной тревожностью. Лечением таких проблем занимается психолог или психиатр.

## Последствия
При обкусывании часто страдает и прилежащая кожа, что приводит к местным воспалительным явлениям.